# Kanadas liberala parti

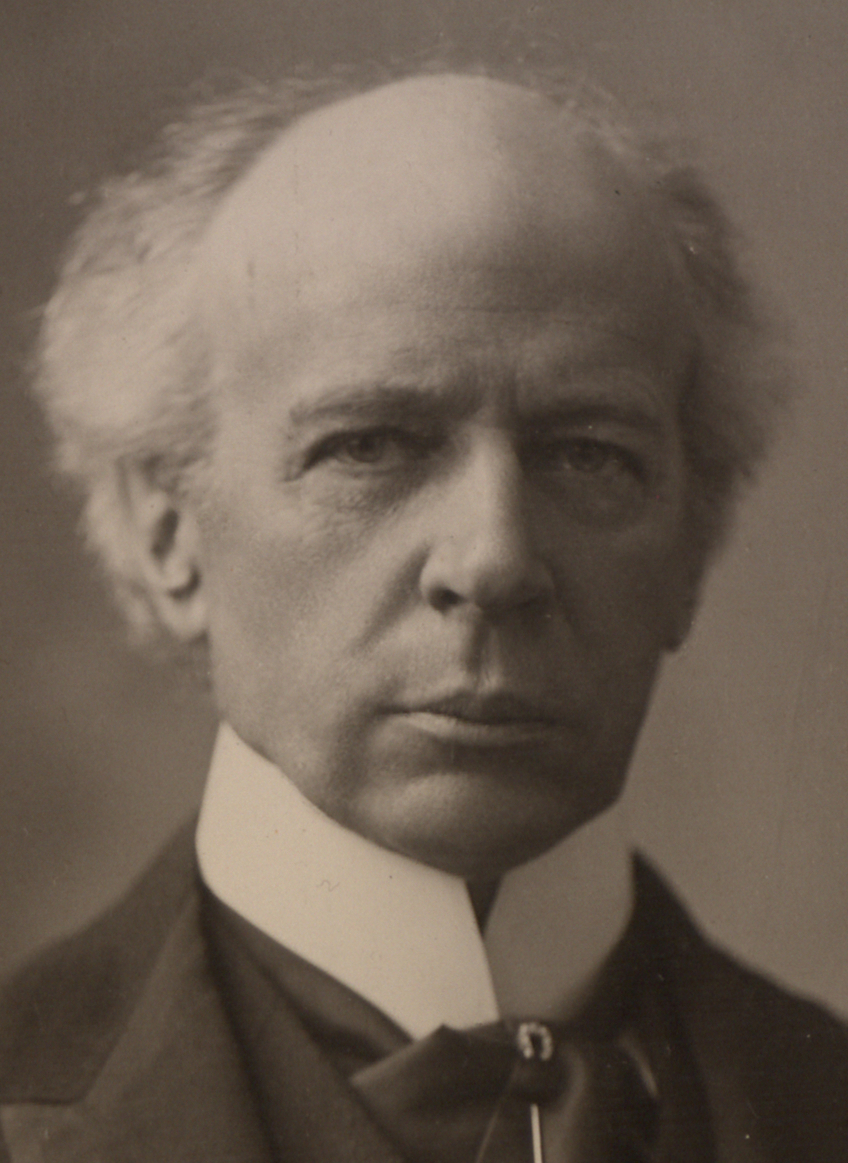
Wilfrid Laurier, partiledare 1887-1919.

Kanadas liberala parti (engelska: Liberal Party of Canada; franska: Parti libéral du Canada) är ett liberalt politiskt parti i Kanada. Partiet brukar betecknas som ett socialliberalt parti och förespråkar en fri marknad blandat med en stark välfärdsstat. På en politisk höger-vänsterskala intar partiet en för svenska mått mätt socialliberal mitten-vänsterposition och är det kanadensiska konservativa partiets huvudmotståndare. Liberalism är i Nordamerika betraktad som en vänsterideologi trots att socialdemokratin i Kanada är betydligt starkare än i USA.

## Historik
Partiet har pendlat mellan olika falanger och trender; ursprungligen klassiskt liberalt genomdrev partiet utbyggnaden av den kanadensiska välfärdsstaten på federal nivå under 1950- och 1960-talet men stod under Jean Chrétiens och Paul Martins ledarskap för omfattande budgetsaneringar och skattesänkningar. Martin föreskrev ytterligare skattesänkningar under 2000-talet, vilka emellertid modererades efter protester från det socialdemokratiska New Democratic Party, på vars stöd Martins regering vilade. Sedan NDP:s framgångar har liberalerna generellt betraktats som stående i mitten mellan dem och de konservativa.
Partiet förlorade sin majoritetsställning i 2004 års parlamentsval och rollen som största parti vid parlamentsvalet i februari 2006. Efter valet avgick Martin som premiärminister och partiledare. Därefter var Bill Graham tillförordnad partiledare fram till att Stéphane Dion valdes till ny ledare i december 2006. Efter valet i oktober 2008 avgick Dion, och efterträddes av Michael Ignatieff som tillförordnad partiledare i december 2008. Ignatieff valdes till ordinarie partiledare i maj 2009, men avgick efter partiets stora valförlust 2011, då sjönk under NDP:s stöd och blev tredje största parti. Bob Rae blev tillförordnad partiledare och efterträddes 2013 av den tidigare partiledaren Pierre Trudeaus son Justin Trudeau. LPC ledde därefter över både de konservativa och NDP i flera opinionsmätningar.

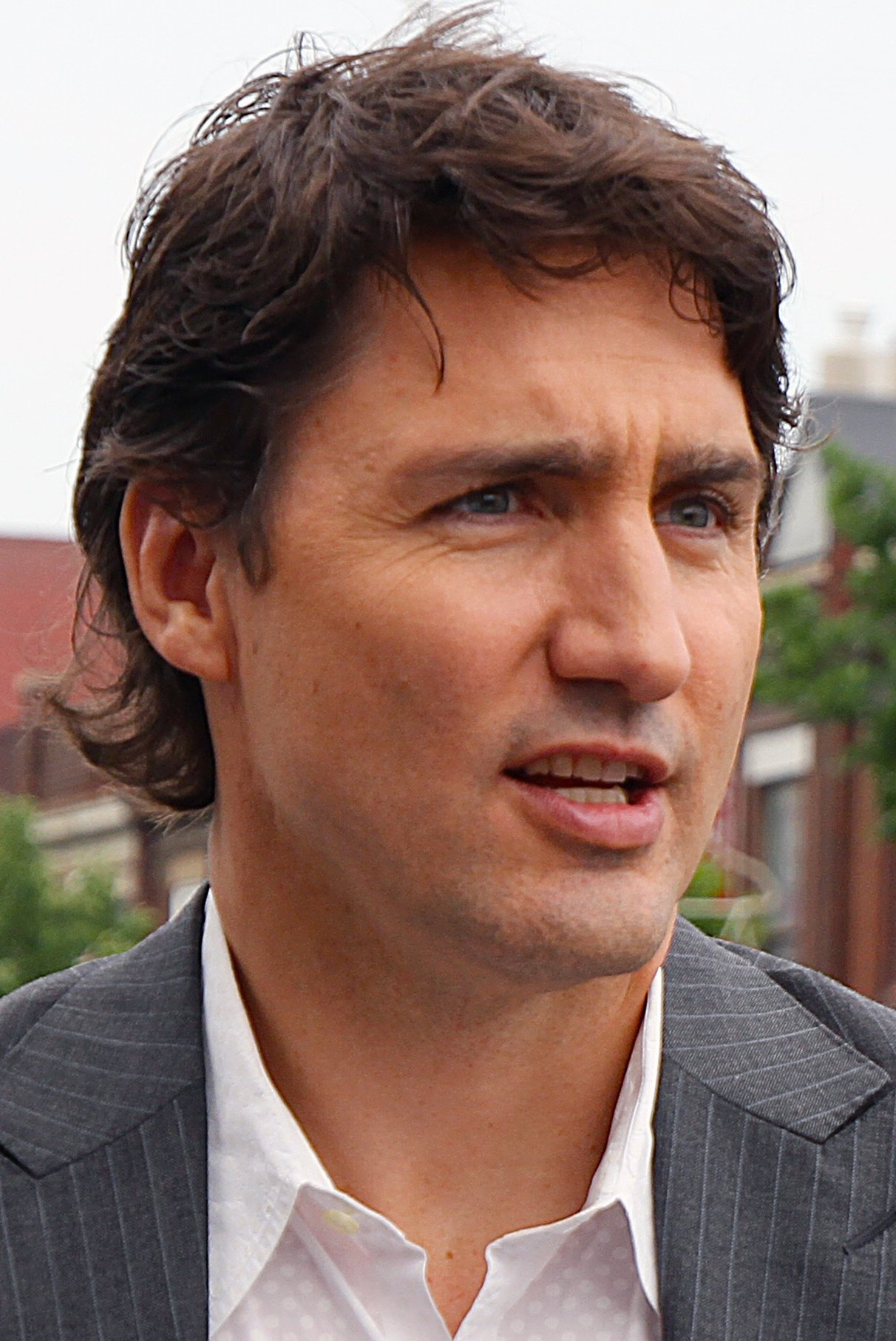
Justin Trudeau, partiledare (sedan 2013-2025) vid 2015 års framgångsrika parlamentsval.

Justin Trudeau nådde under 2015 stora framgångar för sig och sitt parti. Vid 2015 års kanadensiska parlamentsval, hållet 19 oktober, gjorde partiet en stor uppryckning. Man erövrade 184 av totalt 338 platser i underhuset och vann därmed en majoritet av parlamentsplatserna. Justin Trudeau blev till följd av detta kanadensisk premiärminister. Mark Carney efterträdde Trudeau i mars 2025 som partiledare för Kanadas liberala parti och även som Kanadas premiärminister.

## Regionala kopplingar
Kopplingen mellan de federala liberalerna och de liberala partierna i Kanadas provinser och territorier varierar. De flesta provinspartierna är lokalavdelningar av det federala partiet, men i Ontario, Alberta, British Columbia och Québec är de separata partier. Partierna i de två förra provinserna ligger nära det federala partiet ideologiskt, medan partierna i de två senare ligger mer åt höger. Dessutom har många medlemmar i Saskatchewanavdelningen gått över till det allmänborgerliga Saskatchewanpartiet. I Québec, ursprungligen en konservativt dominerad provins, hade partiet en helt dominerande ställning och innehade regeringsmakten så sent som 2012, då den förlorades till det regionalistiska Bloc Québécois. I Ontario har partiet konkurrerat på relativt jämna termer med de konservativa.
Québec kom under 2015 års parlamentsval att få en extra vikt som politisk arena. Québecs franskspråkiga väljare förde 2011 upp NDP till rollen som Kanadas näst största parti, och kampen om "deras" väljare i provinsen ägnades särskilt intresse av de övriga större partierna.
Under valkampanjen deltog ledarna för de fem största partierna (inklusive Gröna partiets Elizabeth May och regerande premiärministern – Konservativa partiets Stephen Harper) i en franskspråkig valdebatt i Montréal. Som av en händelse leddes tre av dessa partier – Liberala partiet, Bloc Québécois och New Democratic Party – av politiker som kandiderade i angränsande valkretsar i Montréal. Valet ledde sedan till att Trudeau vann sin kandidatur i valkretsen Papineau strax norr om centrum samt att NDP:s Tom Mulcair gjorde detsamma i sitt Outremont några gator längre söderut. Däremot förlorade BQ:s Gilles Duceppe striden om platsen i sitt Laurier–Sainte-Marie strax öster därom; Bloq Québécois som parti erövrade dock totalt 10 platser (8 platser fler än vid valet 2011).